# I ragazzi del sabato
I ragazzi del sabato (Aloha Bobby and Rose) è un film del 1975 diretto da Floyd Mutrux.

## Trama
Bobby è un giovane meccanico e Rose è una cameriera, i due si incontrano e si innamorano troppo rapidamente.